# Fermín Vidal
Fermín Vidal Rodríguez (Villalar, 11 de octubre de 1832-Villalar, c. 1910) fue un político. Alcalde Villalar en 1889, fue el promotor del Monolito a los Comuneros, en conmemoración de la batalla de Villalar, a los comuneros Juan de Padilla, María Pacheco, Juan Bravo y Francisco Maldonado.
A Fermín Vidal se debe que 1889, a finales del siglo XIX, sea un hito en los albores del castellanismo político.
- Datos: Q24941126